# Eriborus pilosellus
Eriborus pilosellus är en stekelart som först beskrevs av Cameron 1906.  Eriborus pilosellus ingår i släktet Eriborus och familjen brokparasitsteklar. Inga underarter finns listade i Catalogue of Life.